# 구창모 (야구 선수)
구창모(具昌模, 1997년 2월 17일 ~ )는 KBO 리그 NC 다이노스의 투수이다.

## 아마추어 시절
울산공업고등학교 2학년 때인 2013년에는 24경기에 등판해 106이닝 9승 2패, 평균자책점 1.19를 기록했고, 고등학교 3학년 때인 2014년에는 8경기에 등판해 35이닝 4패, 평균자책점 4.11을 기록했다. 고등학교 3년 동안 통산 36경기에 등판해 153이닝 9승 7패, 평균자책점 2.06, 124탈삼진을 기록했다.

## NC 다이노스시절
2015년 한국프로야구 신인 드래프트에서 2차 1라운드(3순위)로 지명됐다.

### 2016년
4월 2일 KIA전에서 구원 등판하며 데뷔 첫 경기를 치렀고, 경기에서 0.2이닝 무실점을 기록했다.
8월 12일 LG전에서 데뷔 첫 선발 등판해 2.2이닝 2피안타, 3볼넷, 1탈삼진을 기록했다. 8월 17일 삼성전에서 제구가 크게 흔들리며 7볼넷을 내줬지만 5이닝 3피안타, 4탈삼진, 1실점을 기록하며 데뷔 첫 승이자 데뷔 첫 선발 승을 거뒀다.

### 2017년
시범 경기에서 좋은 모습을 보이며 5선발로 낙점받았다. 31경기에 등판해 7승 10패, 5점대 평균자책점을 기록했다.

### 2018년
시즌 36경기에 등판해 5승 11패, 1홀드, 5점대 평균자책점을 기록했다.

### 2019년
9월 15일 삼성 라이온즈와의 경기에서 5.1이닝 3피안타(1피홈런), 2볼넷, 4탈삼진, 1실점으로 구단 최초 좌완 두 자릿수 승을 기록했다.
시즌 10승 7패, 1홀드, 114탈삼진, 3점대 평균자책점을 기록했다.
시즌 후 팀이 와일드카드 결정전에 진출했으나 허리 피로골절 진단으로 엔트리에서 제외됐다.

### 2020년
5월 5경기에 등판해 0점대 평균자책점, 38탈삼진, 4승으로 좋은 활약을 펼쳤고, 5월 MVP에 선정됐다. 7월 26일 kt 위즈와의 경기에 등판 후 전완근 염증 및 미세 골절로 엔트리에서 말소됐다.
10월 24일 LG 트윈스와의 경기에서 복귀해 1.1이닝 무실점을 기록했다. 10월 30일 삼성 라이온즈와의 경기에 선발 등판해 5이닝 3실점을 기록했다.
시즌 93.1이닝 1점대 평균자책점, 9승, 1홀드, 18볼넷, 102탈삼진을 기록했다.
시즌 후 조아제약 프로야구 대상 시상식에서 최고 투수상을 수상했다.

#### 2020년 한국시리즈
11월 23일 두산 베어스와의 5차전에서 7이닝 5피안타, 무실점으로 승리 투수가 됐다. 경기 후 5차전 데일리 MVP로 선정됐다.
| 평균자책점 | 경기 | 완투 | 완봉 | 승 | 패 | 세 | 홀 | 이닝 | 피안타 | 피홈런 | 볼넷 | 사구 | 삼진 | 실점 | 자책점 |
| ---------- | ---- | ---- | ---- | -- | -- | -- | -- | ---- | ------ | ------ | ---- | ---- | ---- | ---- | ------ |
| 1.38       | 2    | 0    | 0    | 1  | 1  | 0  | 0  | 13   | 12     | 1      | 4    | 0    | 12   | 3    | 2      |

### 2021년
왼쪽 척골 피로골절로 인해 수술 및 재활을 했다.

### 2022년
5월 28일에 등판하며 1년 6개월 만에 1군 경기에 등판했다. 두산 베어스를 상대로 5.1이닝 4피안타, 4탈삼진, 무실점으로 승리 투수가 됐다. 6월 3일 롯데 자이언츠와의 경기에서도 7이닝 8탈삼진, 1피안타, 1볼넷, 무실점으로 승리 투수가 됐다. 6월 28일 LG 트윈스와의 경기에서 5.2이닝 7피안타(1피홈런), 1볼넷, 5탈삼진, 4실점(3자책)으로 패전 투수가 됐다. 이는 그의 1036일만의 패배였다. 7월 4경기에 등판해 1승 1패 23.1이닝 18피안타(2피홈런), 24탈삼진, 8볼넷, 평균자책점 1.93을 기록했다. 
8월 8일에 왼팔 피로로 부상자 명단에 등록됐고, 8월 20일에 복귀했다. 9월 28일 삼성 라이온즈와의 경기에서 7이닝 5피안타(1피홈런), 무사사구, 5탈삼진, 1실점으로 3년만에 두 자릿수 승을 기록했다. 10월 5일 롯데 자이언츠와의 경기에서 6이닝 7피안타(1피홈런), 9탈삼진, 3실점으로 승리 투수가 되며 개인 최다 승인 11승을 기록했다.
시즌 19경기에 등판해 11승 5패, 111.2이닝 2점대 평균자책점, 108탈삼진을 기록했다.
시즌 종료 후 6+1년 총액 132억 원의 다년계약을 체결했다.

### 2023년
4월에는 다소 기복이 있는 모습을 보여줬지만, 5월에는 3경기 16 1/3이닝 동안 23개의 탈삼진을 잡고 2.20의 평균자책점을 기록하면서 좋은 모습을 보여줬다. 하지만 5월 18일에 왼쪽 전완근 부상으로 1군 엔트리에서 말소됐다. 6월 2일 LG 트윈스와의 경기에서 복귀했으나 아웃 카운트 1개만 잡고 강판됐고, 6월 3일에 다시 1군 엔트리에서 말소됐다. 6월초 2022 항저우 아시안게임 야구 국가대표팀 최종 엔트리에 발탁됐다.
하지만, 부상을 이유로 9월 21일 2022 항저우 아시안게임 야구 국가대표팀에서 탈락했다. 같은 팀의 김영규가 대체 선수로 발탁됐다. 9월 22일 LG 트윈스와의 경기에서 3회말에 등판해 2 1/3이닝 1피안타 1볼넷 1탈삼진 무실점을 기록하면서 복귀했다.
2023년 시즌 11경기 출장해 1승 3패 51 2/3이닝 56탈삼진 평균자책점 2.96을 기록했다. 수술로 포스트시즌 명단에 발탁되지 못했다.
시즌 종료 후, 상무 피닉스에 입대했다.

## 국가대표 경력

### 2017년APBC
2경기에 등판해 평균자책점 13.50을 기록했다.

### 2023년WBC
박건우, 이용찬와 함께 대한민국 야구대표팀에 선발됐다.
2경기에 등판해 1.1이닝 평균자책점 13.50, 3피안타, 1탈삼진으로 부진했다. 3월 10일 일본과의 경기에서 0.1이닝 2피안타, 2실점으로 부진했다. 3월 13일 중국전에서는 1이닝 무실점을 기록했다.

## 수상
- 2013년 후반기 대한민국 고교야구 주말리그 경상권 A조 최우수 선수상
- 2017년 아시아 프로야구 챔피언십 은메달
- 2020년 5월 KBO 리그 MVP

## 출신 학교
- 천안부성초등학교(전학) → 천안남산초등학교(전학) → 서울충무초등학교(졸업)
- 덕수중학교(전학) → 울산제일중학교(졸업)
- 울산공업고등학교(졸업)

## 등장곡
- 창모 - 메테오

## 통산 기록
| 연도 | 팀명  | 평균자책점 | 경기 | 완투 | 완봉 | 승 | 패 | 세 | 홀 | 승률  | 타자 | 이닝 | 피안타 | 피홈런 | 볼넷 | 사구 | 탈삼진 | 실점 | 자책점 |
| ---- | ----- | ---------- | ---- | ---- | ---- | -- | -- | -- | -- | ----- | ---- | ---- | ------ | ------ | ---- | ---- | ------ | ---- | ------ |
| 2016 | NC    | 4.19       | 39   | 0    | 0    | 4  | 1  | 0  | 1  | 0.800 | 296  | 68⅔  | 61     | 9      | 37   | 2    | 67     | 32   | 32     |
| 2017 | NC    | 5.32       | 31   | 0    | 0    | 7  | 10 | 0  | 0  | 0.412 | 524  | 115  | 138    | 18     | 50   | 5    | 118    | 80   | 68     |
| 2018 | NC    | 5.35       | 36   | 0    | 0    | 5  | 11 | 0  | 1  | 0.313 | 598  | 133  | 158    | 21     | 52   | 7    | 116    | 83   | 79     |
| 2019 | NC    | 3.20       | 23   | 0    | 0    | 10 | 7  | 0  | 1  | 0.588 | 449  | 107  | 85     | 10     | 41   | 6    | 114    | 40   | 38     |
| 2020 | NC    | 1.74       | 15   | 0    | 0    | 9  | 0  | 0  | 1  | 1.000 | 348  | 93⅓  | 58     | 7      | 18   | 0    | 102    | 20   | 18     |
| 2022 | NC    | 2.10       | 19   | 0    | 0    | 11 | 5  | 0  | 0  | 0.688 | 451  | 111⅔ | 92     | 7      | 29   | 4    | 108    | 32   | 26     |
| 2023 | NC    | 2.96       | 11   | 0    | 0    | 1  | 3  | 0  | 0  | 0.250 | 205  | 51⅔  | 38     | 4      | 16   | 0    | 56     | 19   | 17     |
| 통산 | 7시즌 | 3.68       | 174  | 0    | 0    | 47 | 37 | 0  | 4  | 0.559 | 2971 | 680⅓ | 630    | 76     | 268  | 24   | 681    | 306  | 278    |